# استخلاب

معدن-إي دي تي آ متمخلب

الاستخلاب أو التمخلب هو تشكل رابطة كيميائية واحدة أو أكثر بين ربيطة عديدة الأسنان وذرة فلز مركزية مفردة. هذه الربيطات هي مركبات عضوية وتسمى متمخلبات كما تسمى أيضا عوامل احتجاز. تشكل الربيطة معقدا تمخلبي مع المادة. والمعقدات التمخلبية تختلف تماما عن المعقدات التساندية ذات الربيطات أحادية السن التي تشكل رابطة واحدة فقط مع الذرة المركزية.
المستخلِبات بحسب ASTM-A-380 هي «مركبات كيميائية تشكل جزيئات معقدة ذوابة مع شوارد معدنية محددة فتعطلها ولا تمكنها من التفاعل من العناصر أو الشوارد الأخرى وتشكل راسبا». وأتى اسم التكالب والتمخلب من الكلاب أو المخلب، فالربيطات تلف حوال الذرة المركزية مثل كلابات جراد البحر.